# سیارک ۱۲۵۹۶
سیارک ۱۲۵۹۶ (به انگلیسی: 12596 Shukla، نامگذاری:1999RT154) دوازده هزار و پانصد و نود و ششمین سیارک کشف شده‌است که در ۹ سپتامبر ۱۹۹۹ کشف شد.
قدر مطلق سیارک برابر ۱۴.۸ است.